# Mark Kleinschmidt
Mark Kleinschmidt (ur. 28 maja 1974) – niemiecki wioślarz. Srebrny medalista olimpijski z Atlanty.
Zawody w 1996 były jego jedynymi igrzyskami olimpijskimi. Po medal sięgnął w ósemce. W 1993 zdobył brązowy medal mistrzostw świata w tej konkurencji.